# Washington State Route 11

Mapa silnice.

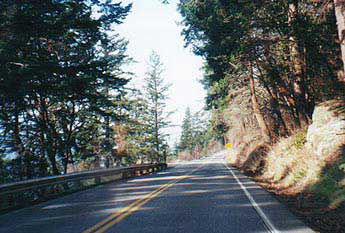
Silnice jižně od Bellinghamu.

Washington State Route 11 je 34 kilometrů dlouhá státní silnice v okresech Whatcom a Skagit v americkém státě Washington. Je též známá jako Chuckanutská silnice, začíná na křižovatce s Interstate 5 na severu Burlingtonu, pokračuje severozápadně skrz několik malých měst v Chuckanutských horách a končí opět na křižovatce s Interstate 5, tentokrát však ve Fairhavenu, části města Bellingham.
První část silnice byla přidána do státního systému silnic už roku 1895, o pět let získala silnice označení State Road 6 a v roce 1907 byla pokřtěna na Pobřežní silnici. V roce 1913 byla zařazena do sítě Pacifických dálnic a v roce 1926 se stala částí U.S. Route 99. O pět let později byl však postaven vnitrozemní obchvat pro U.S. Route 99, a tak se stala pouze U.S. Route 99 Alternative. Při přečíslování roku 1964 získala silnice číslo 11 a v roce 1987 byla zkrácena z centra Bellinghamu do Fairhavenu.

## Popis cesty
Silnice, která má také jméno Chuckanutská po celé své délce, začíná na částečné čtyřlístkové křižovatce s Interstate 5, severně od Burlingtonu. Poté vede severozápadním směrem skrz zemědělskou půdu, souběžně s železnicí společnosti BNSF Railway, která vede z Mount Vernonu do Bellinghamu a využívá ji též osobní vlakový spoj Amtrak Cascades. Východně od Edisonu, kde už vede severním směrem, leží křižovatka s Bow Hill Road, dřívější Washington State Route 237. Silnice pokračuje na sever přes Blanchard, po kterém vede po úzkém pruhu pevniny mezi Samišským zálivem a Chuckanutskými horami. Na půli cesty mezi Blanchardem a okresní hranicí se na silnici nachází vlásenková zatáčka, u potoka Oyster Creek.
V okrese Whatcom silnice vede především severním směrem a protíná část nejstaršího státního parku ve státě, 11 km² rozlehlého Larrabeeova státního parku.
Hned po vyjetí z parku silnice prochází malou obcí Chuckanut Bay, která se nachází na poloostrově oddělujícím Samišský záliv od Chuckanutského. Severně od obce následují další strmé útesy, ale to už se silnice řítí do jižních předměstí Bellinghamu. Silnice zde vede po břehu Bellinghamova zálivu a přechází z venkovských hor do hustě obydleného Fairhavenu.
Silnice pak směřuje severozápadním směrem skrz Fairhaven a než se její jméno mění na 12th Street, prochází kolem zdejší prostřední školy a přetíná okresní meziměstskou stezku. Dva bloky od ní se však otáčí k východu a stává se z ní Old Fairhaven Parkway, široká dvoupruhová silnice s pruhem pro odbočení doleva uprostřed. Pak pokračuje obytnými a komerčními územími než končí na diamantové křižovatce s Interstate 5.